# نايف العريفي
نايف العريفي مواليد 6 نوفمبر 1992 في السعودية، هو لاعب كرة قدم سعودي يلعب في نادي الهلالية.
لعب سابقاً لنادي التعاون ونادي الأسياح ونادي الهلالية.